# 普林普頓
普林普頓（Plympton，亦稱Plympton Maurice、Plympton St Maurice、Plympton St Mary和Plympton Erle）是位於英國德文郡西南的一個郊區，位於普利茅斯西北部郊區。是一個古老的錫礦區，盛產錫，亦曾是海港。

## 語源學
雖然普林普頓的名字看似來自於德文郡的普利姆河，但J. Brooking Rowe在1906年指出此鎮不僅現在不靠普利姆河，以前與此河也沒有關係。 最早的文件指出此鎮在盎格魯-撒克遜時期的“Plymentun”，歷史可以追溯到10世紀。 其名稱本身可能是來自於古英語plymen（“長著李子樹”），因此此鎮的名字其實意義是“長著李子樹的鎮”。 但當地人認為其來源是凱爾特語“Pen-lyn-don”，意即溪水前的堡壘。

## 歷史

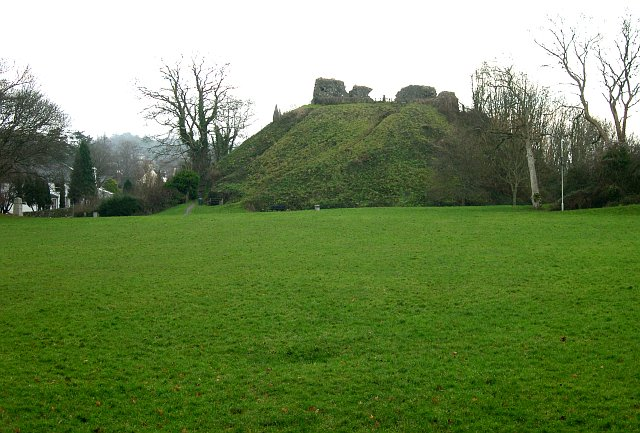
殘存的普林普頓城寨城堡遺址

普林普頓曾出現於1096年的末日審判書中， 12世紀早期William Warelwast在此建立了一座奥古斯丁會修道院，此修道院在當時德文郡為第二富，僅次於塔維斯托克的修道院。根據1872年記載，當時的修道院門房、廚房和食堂都尚保存完整。現在僅存門房。

## 外部連結
- 中的“普林普頓”
- Plympton Priory (in Plymouth Data) （页面存档备份，存于）